# Кери (графство)
Вижте пояснителната страница за други значения на Кери.
Кери (на английски: County Kerry, Каунти Кери; на ирландски: Contae Chiarraí) е едно от 26-те графства на Ирландия. Намира се в провинция Мънстър. Граничи с графствата Лимерик и Корк. На запад граничи с Ирландско море. Има площ 4746 km². Население 139 616 жители към 2006 г. Главен град на графството е Трали. Градовете в графството са Дингъл, Касълайланд, Касълмейн, Кенмеър, Кеърсайвийн, Киларни, Килорглин, Листоуъл, Милтаун, Снийм, Трали (най-голям по население) и Уотървил.